# Plaza de los Virreyes-Eva Perón (subte de Buenos Aires)
Plaza de los Virreyes - Eva Perón es la estación terminal sudoeste de la línea E de la red de subterráneos de la Ciudad de Buenos Aires. Se encuentra debajo de la Plaza Túpac Amaru –antes, Plaza de los Virreyes–, en la intersección de la autopista 25 de Mayo y la avenida Lafuente, en el barrio porteño de Flores.
Es la estación de tren subterráneo más austral del mundo.

## Historia
La estación fue inaugurada el 8 de mayo de 1986, se convirtió en terminal oeste de la línea E. La estación posee un andén central y dos vías. Su único acceso permite la conexión con la estación de transferencia Intendente Saguier, de donde parte una línea tranviaria hacia los barrios de Villa Soldati, Villa Lugano y Villa Riachuelo. A continuación de la estación las vías salen a la superficie para llegar al predio del proyectado taller Mariano Acosta.

### Toponimia
La estación se denominaba Plaza de los Virreyes por la plaza homónima que se encuentra sobre esta, hasta que en 2011 la plaza pasó a denominarse Túpac Amaru. En los años posteriores surgieron proyectos para cambiar el nombre a la estación, entre los cuales fueron propuestos los de "Eva Perón" y "Juan Chalimin" por legisladores del parlamento de la ciudad. En 2015, luego de una audiencia pública, se aprobó en segunda instancia denominarla "Plaza de los Virreyes - Eva Perón".

### Decoración
En 2015, la estación se intervino con un mural del artista Mariano Rodríguez Cevallos.

## Hitos urbanos
En cercanías de la estación se localizan los siguientes puntos de interés:
- Autopista 25 de Mayo.
- Hospital Piñero.
- Escuela Primaria Común N.º 23 «Manuel N. Savio».
- Escuela Primaria Común N.º 16 «Francisco Javier Eugenio de Santa Cruz y Espejo».
- Biblioteca Popular «Lectores del Pueblo».
- Asociación Social, Cultura y Deportivo «Flores Club».
- Club Social y Deportivo «General Pueyrredón».
- Asociación de Fomento «Mariano Acosta».

## Imágenes

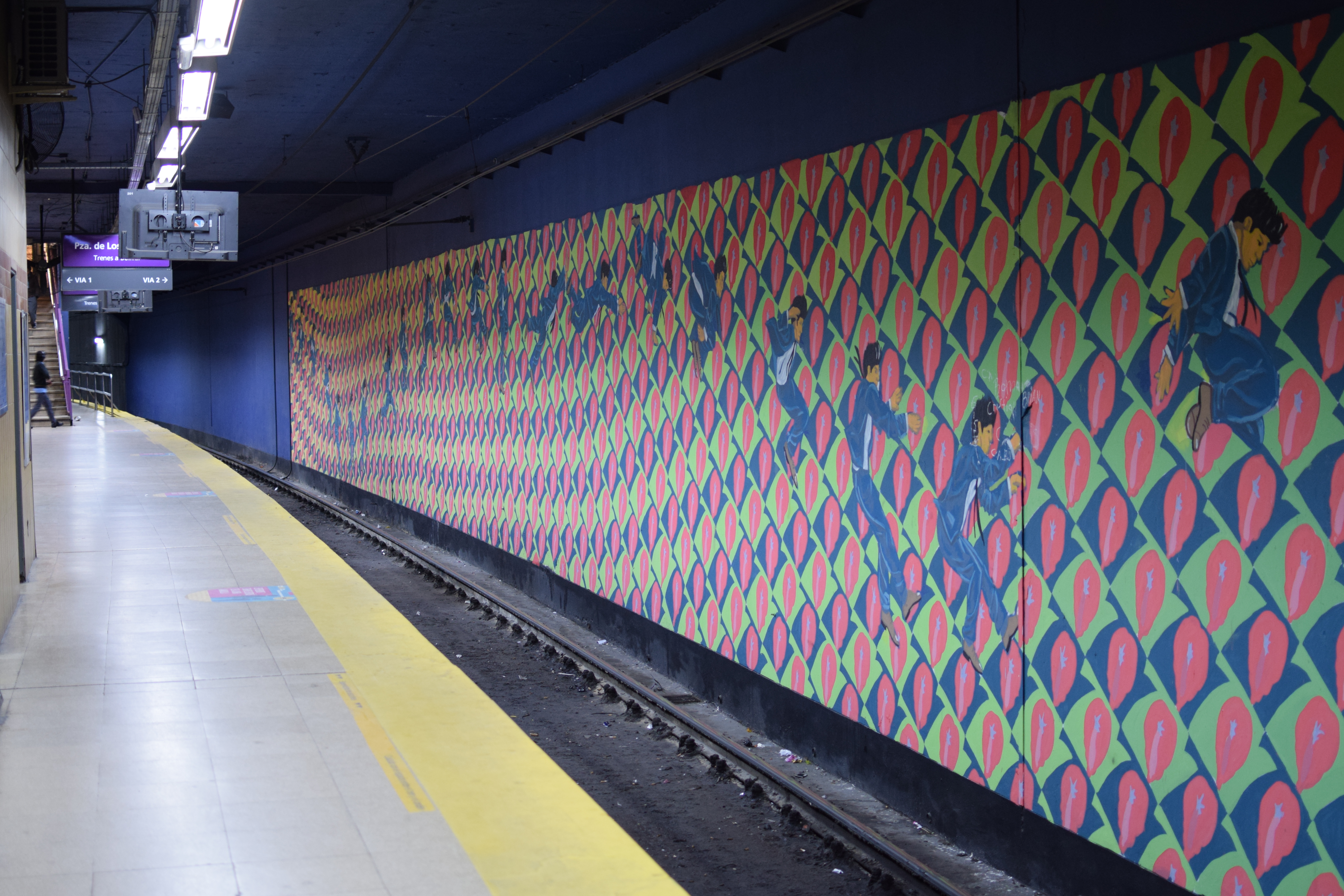
Mural
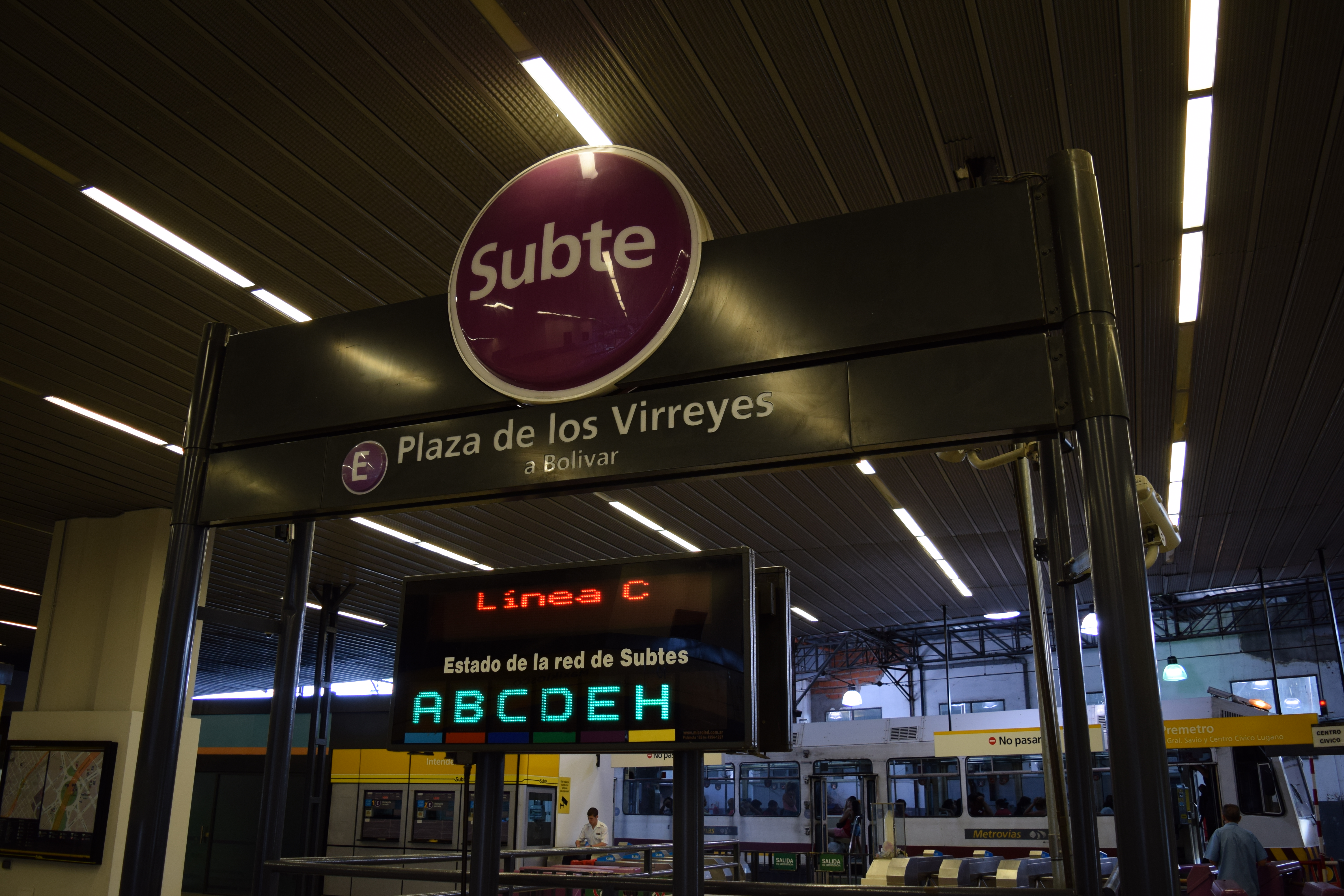
Acceso a la estación en la estación Intendente Saguier del Premetro.
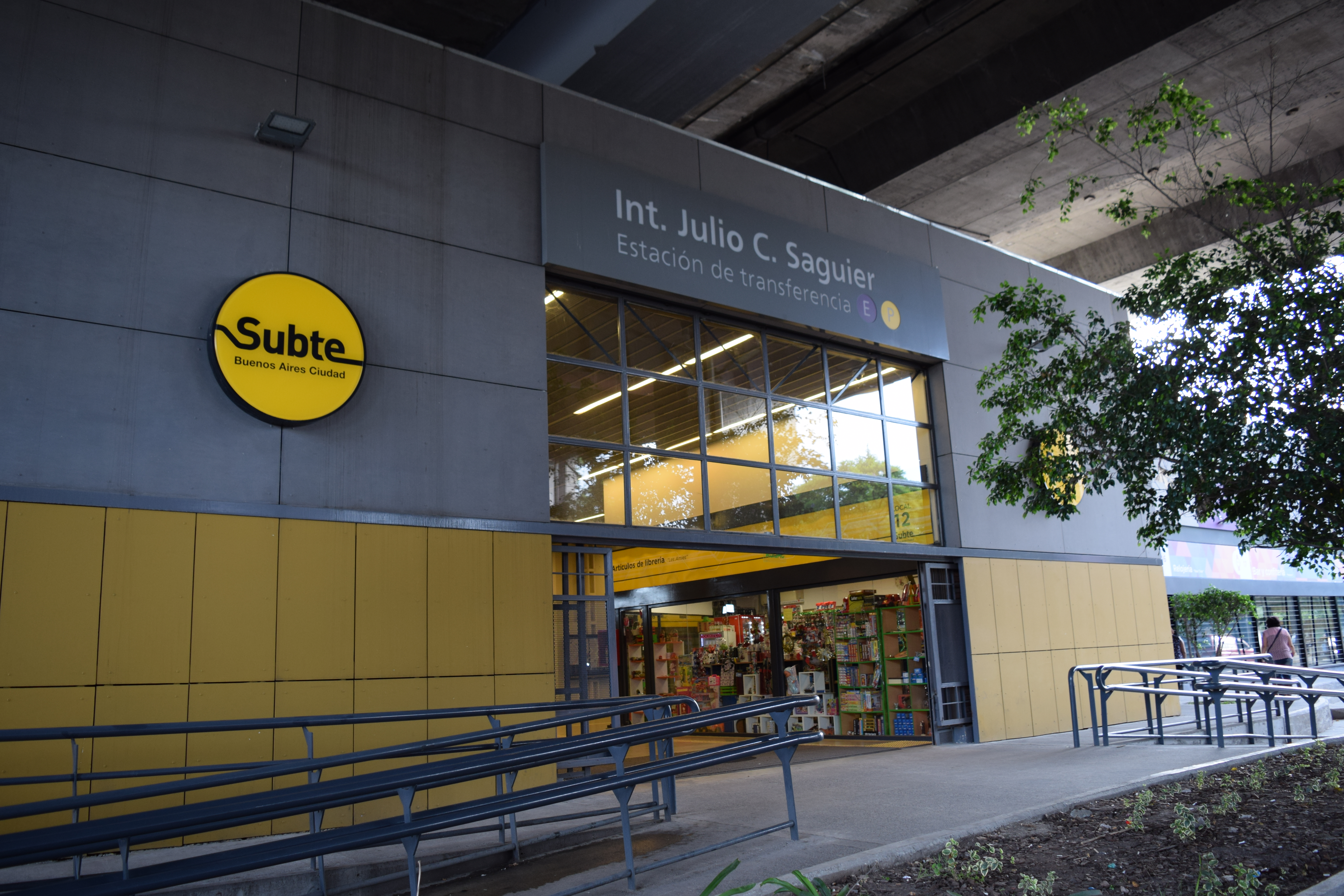
Acceso a la estación en la estación Intendente Saguier del  Premetro.
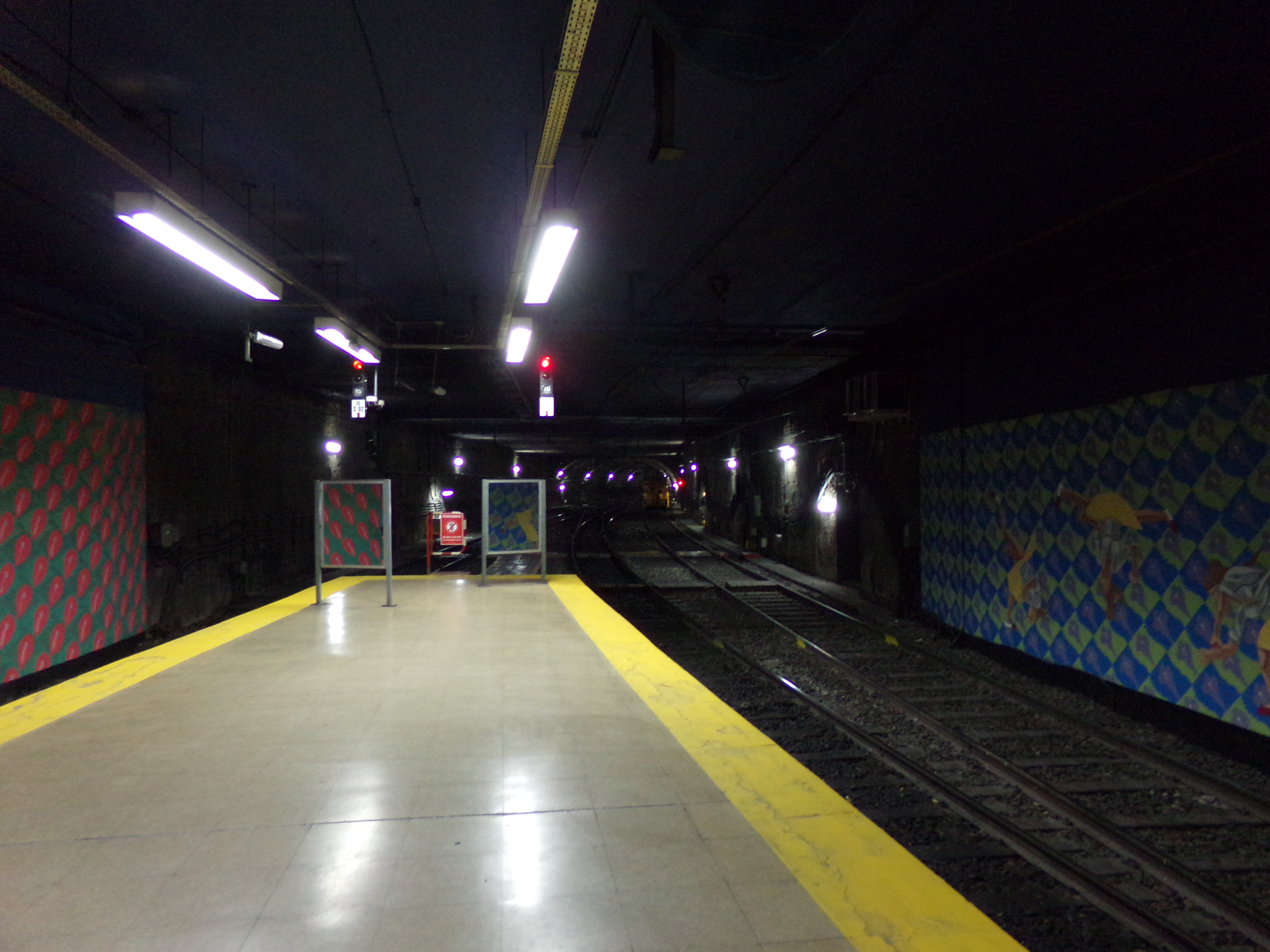
Extremo del andén
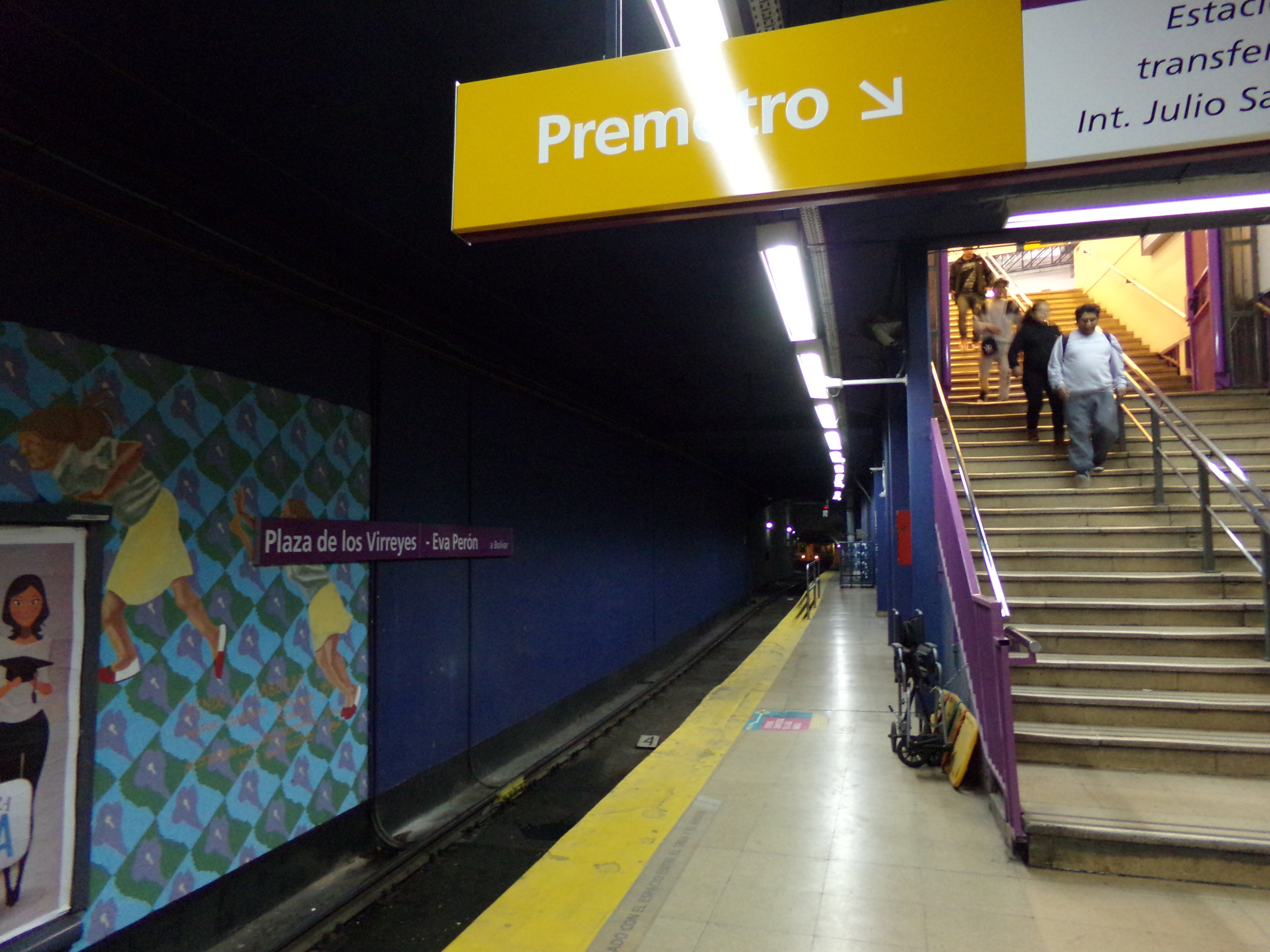
Extremo contrario y salida a Premetro
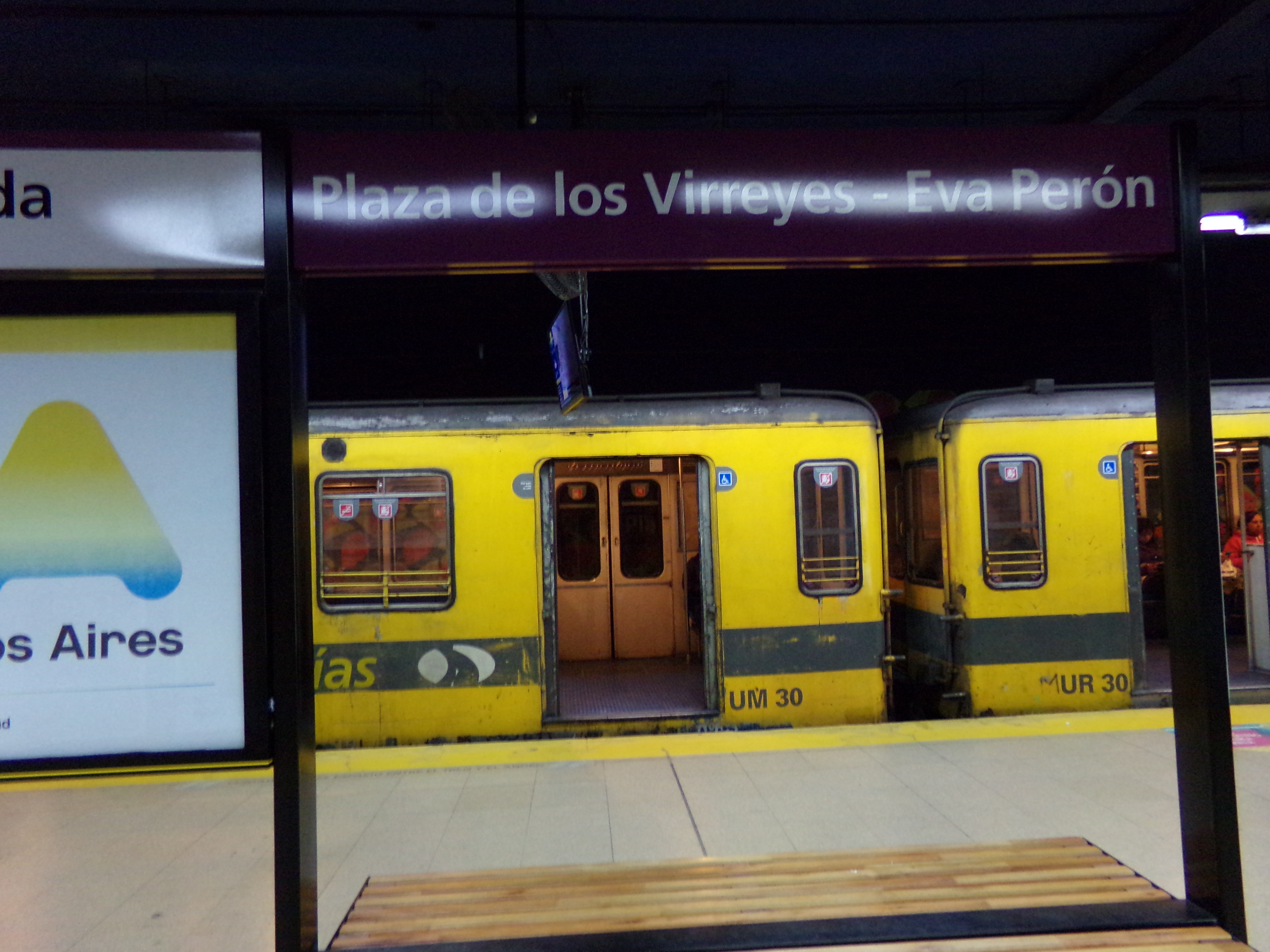
Señalética instalada en 2016.